# František Hajšman
František Hajšman (1. ledna 1871 Nebílovy – 19. srpna 1919 Plzeň) byl český anarchista a redaktor.

## Životopis
František Hajšman se narodil 2. ledna 1871 v Nebílovech u Plzně. Jeho otec byl Václav Hajšman a jeho matka Alžběta Šilhavá. Na sever Čech se přestěhoval kvůli pracovním příležitostem, avšak brzo se dostal do komunity anarchistů. Svou činnost v dělnickém hnutí zahájil v roce 1894, kdy zastával funkci předsedy hornického spolku v Košťanech u Teplic. 8. dubna se v Kamenných Žehrovicích konala schůze, na níž měly být založena dva anarchistické kluby, tzv. vosí hnízda.

## V kultuře
Karel Čapek se údajně osudy Františka Hajšmana inspiroval a jeho osud je zakomponován v románu První Parta.